# Allan Clarke
Harold Allan Clarke (Lancashire, 5 de abril de 1942) es un cantante británico de pop rock, que fue uno de los miembros fundadores y el cantante original de The Hollies. Consiguió éxitos internacionales con el grupo y se le atribuye la autoría de varias de sus canciones más conocidas, como "On a Carousel", "Carrie Anne", "Jennifer Eccles" y "Long Cool Woman in a Black Dress". Se retiró de la actuación en 1999, pero volvió a la industria musical en 2019. Clarke ingresó en el Salón de la Fama del Rock and Roll en 2010.

## Carrera
Harold Allan Clarke y su amigo de la infancia Graham Nash comenzaron a cantar juntos en Mánchester cuando aún estaban en el colegio. Formaron los Hollies en diciembre de 1962 con Vic Steele (guitarra principal) y Eric Haydock (bajo). En abril de 1963, añadieron a Tony Hicks (sustituyendo a Steele en la guitarra principal) y Bobby Elliott (sustituyendo a Don Rathbone en la batería). En 1966, Bernie Calvert sustituyó a Haydock como bajista. Clarke era el cantante original de los Hollies, pero también tocaba ocasionalmente la guitarra y la armónica. En el Reino Unido obtuvieron 30 singles en las listas de éxitos, además de otras dos entradas en las listas con reediciones, 17 de las cuales llegaron al Top 10, con dos - "I'm Alive" (1965) y "He Ain't Heavy, He's My Brother" (reedición de 1988) - alcanzando el número 1.
En las listas de Estados Unidos consiguieron 23 singles, seis de los cuales alcanzaron el Top 10. Muchas de las canciones del grupo fueron coescritas por Clarke, normalmente con Nash y Hicks, hasta la salida de Nash a finales de 1968. Inicialmente utilizaron el seudónimo "L. Ransford" para sus créditos de composición, y luego 'Clarke-Nash-Hicks' a partir de mediados de 1966. En 1966, Clarke, junto con varios compañeros de la banda de los Hollies, colaboró en la grabación del álbum de The Everly Brothers Two Yanks in England, que incluía versiones de los Everly de canciones de los Hollies coescritas por Clarke
Clarke-Nash-Hicks compuso los álbumes de los Hollies For Certain Because (1966), Evolution (1967) y Butterfly (1967). Su recopilación de singles de éxito en el Reino Unido The Hollies' Greatest Hits encabezó la UK Albums Chart en agosto de 1968.
Después de 1967, Clarke comenzó a escribir canciones en solitario bajo el estandarte del equipo, especialmente: "Lullaby To Tim" (dedicada a su hijo, aunque cantada por Nash), "Heading for a Fall", "Water on the Brain" y "Would You Believe?". Además del equipo completo de compositores, Clarke también escribió canciones con Nash, como "Try It", "Wishyouawish" (1967), "Tomorrow When it Comes", "Jennifer Eccles" y "Wings" (1968). Clarke asumió un perfil más de figura como líder de los Hollies tras la salida de Graham Nash del grupo en diciembre de 1968. Clarke fue el único cantante principal en Hollies Sing Dylan (un álbum número 3 en el Reino Unido a principios de 1969).
Clarke es el único autor de canciones como "My Life Is Over With You", "Goodbye Tomorrow", "Not That Way at All", "Marigold" (1969), "Mad Professor Blyth", "Separated" (1970), "Row the Boat Together" y "Hold On" (1971).
Además, Clarke ayudó al sustituto de Nash, Terry Sylvester, a desarrollarse como compositor, formando equipo con él para escribir varias canciones, como "Gloria Swansong", "Look at Life" (1969), "I Wanna Shout", "Man Without a Heart" y "Perfect Lady Housewife" (1970).

### Salida y regreso a The  Hollies
Deseoso de lanzar una carrera en solitario debido al éxito de Nash en Crosby, Stills & Nash, Clarke dejó el grupo en 1971. Fue sustituido por el cantante sueco, Mikael Rickfors, que había estado en Bamboo. Clarke publicó dos álbumes en solitario: My Real Name Is 'Arold (Epic, 1972) y Headroom (EMI, 1973).
Después de que Clarke dejara los Hollies, "Long Cool Woman in a Black Dress", una canción de su álbum de 1971 Distant Light que había coescrito con el compositor Roger Cook y en la que Clarke cantaba y tocaba la guitarra solista, se convirtió en un sencillo de éxito internacional, alcanzando el número 2 en Estados Unidos (su sencillo más exitoso allí) y el número 32 en la UK Singles Chart. Sin embargo, los Hollies salieron de gira con el sustituto de Nash, Sylvester, que asumió la voz principal en la interpretación del single en lugar de Clarke. Rickfors dejó el grupo y Clarke se volvió a unir a ellos en julio de 1973. Su primer sencillo con él de vuelta al redil fue otra de sus canciones, "The Day that Curly Billy Shot Down Crazy Sam McGee", un éxito en el top 40 del Reino Unido ese otoño.
Clarke continuó grabando y publicando álbumes en solitario mientras seguía con los Hollies, aunque su carrera en solitario no alcanzó mucho éxito en las listas de álbumes o sencillos. En 1974 publicó su tercer álbum con el mismo título. Su siguiente álbum fue I've Got Time (1976). También interpretó la voz principal en "Breakdown" de The Alan Parsons Project, de su álbum de 1977 I Robot. Dejó brevemente The Hollies por segunda vez en marzo de 1978 e hizo I Wasn't Born Yesterday (1978), un álbum de material original escrito en su mayoría con el cantautor Gary Benson. De él salió un sencillo de éxito en las listas de Estados Unidos, "(I Will Be Your) Shadow in the Street". Regresó al grupo en agosto. Los siguientes álbumes en solitario incluyeron Legendary Heroes (1980), otro conjunto en gran parte original, con su título en el Reino Unido y el orden de las canciones cambiado a The Only One. Siguió con un recopilatorio Best of... (Aura, 1981). Su último álbum en solitario del siglo pasado fue Reasons to Believe (1990), publicado en Alemania por Polydor Records, que permanece inédito en Estados Unidos y Reino Unido.
Entre 1974 y 1978, Clarke compuso la mayoría de las canciones originales que los Hollies grabaron en una serie de álbumes de estudio con Tony Hicks y Terry Sylvester.
En 1982, Clarke publicó un raro sencillo no relacionado con el álbum, "Someone Else Will" c/w "Castles in the Wind" en Forever Records; sin embargo, la canción no llegó a las listas de éxitos. Clarke grabó versiones de Bruce Springsteen "Born to Run", "Blinded by the Light" y "If I Were the Priest". En este periodo, Clarke también utilizó material de Lindsey Buckingham, Janis Ian, Gavin Sutherland y Randy Newman.
En 1993, Clarke obtuvo su último éxito en las listas de éxitos con los Hollies, con el sencillo "The Woman I Love", escrito por Nik Kershaw, que alcanzó el número 42 en el Reino Unido.
En 1996, Clarke, con los Hollies y Graham Nash, contribuyó con la armonía y las voces de apoyo a una nueva versión de "Peggy Sue Got Married", con la voz principal de Buddy Holly, que fue acreditada como 'Buddy Holly and The Hollies'. Apareció en el álbum de homenaje Not Fade Away.

## Retiro temporal
Debido en parte a los continuos problemas médicos con sus cuerdas vocales, Clarke se retiró de la industria musical en 1999 para cuidar de su esposa, que había recibido un segundo diagnóstico de cáncer. Clarke fue sustituido en la banda por Carl Wayne, antiguo vocalista de The Move. Wayne murió en 2004. Los Hollies siguen de gira y grabando en la actualidad con Peter Howarth como vocalista.
El 15 de marzo de 2010, Clarke, junto con sus compañeros de los Hollies Graham Nash, Tony Hicks, Eric Haydock, Bobby Elliott, Terry Sylvester y Bernie Calvert, fue incluido en el Salón de la Fama del Rock and Roll. En 2011, Clarke hizo una aparición sorpresa en un concierto de Crosby & Nash en el Royal Albert Hall donde los dos ex Hollies interpretaron "Bus Stop".
Después de haber aparecido en la armónica del grupo de Carla Olson The Textones en 2018, Clarke retomó su carrera en solitario en 2019 con un nuevo álbum, Resurgence, en BMG.

## Vida personal
Clarke se casó con Jennifer Bowstead  el 24 de marzo de 1964 en Coventry. Tienen tres hijos: Tim (nacido en 1966), Toby (nacido en 1969) y Piper (nacida en 1972). El título de la canción de The Hollies "Jennifer Eccles" era una combinación de   los nombres de la esposa de Clarke y de la entonces esposa de Graham Nash, Rose Eccles.

## Discografía

### The Hollies
Álbumes de estudio
- Stay with the Hollies (1964)
- In The Hollies Style
- The Hollies, (1965)
- Would You Believe? (1966)
- Bus Stop (1966)
- For Certain Because (1966)
- Evolution (1967)
- Butterfly (1967)
- Hollies Sing Dylan (1969)
- Hollies Sing Hollies (1969)
- Reflection (1969)
- Confessions of the Mind (1970)
- Distant Light (1971)
- Romany (1972)
- Out on the Road (1973)
- Hollies (1974)
- Another Night (1975)
- Write On (1976)
- Russian Roulette (1976)
- Hollies Live (1977)
- A Crazy Steal (1978)
- 5317704 (1979)
- Buddy Holly (1980)
- What Goes Around (1983)
- Reunion (1983)
- Staying Power (2006)
- Then, Now, Always (2010)

Álbumes recopilatorios
- The Hollies' Greatest Hits (1967)
- Hollies' Greatest (1968)
- Hollies' Greatest/Vol. 2 (1972)
- The Hollies' Greatest Hits (1973)
- The History of The Hollies: 24 Genuine Top Thirty Hits (1975)
- Clarke, Hicks, Sylvester, Calvert, Elliott (1977)
- 20 Golden Greats (1978)
- The Best of The Hollies EPs (1978)
- The Other Side of The Hollies (1978)
- Nothing But the Very Bes (1982)
- Their 40 Greatest Hits (1986)
- The Hollies Collection (1986)
- All the Hits & More – The Definitive Collection (1988)
- Rarities (1988)
- Epic Anthology: From the Original Master Tapes (1990)
- The Air That I Breathe – The Very Best of The Hollies (1993)
- The Hollies at Abbey Road 1963–1966 (1997)
- The Hollies at Abbey Road 1966–1970 (1978)
- The Hollies at Abbey Road 1973–1989 (1998)
- Orchestral Heaven (2000)
- Super Hits (2001)
- Greatest Hits (2003)
- The Long Road Home (2003)
- Midas Touch: The Very Best of The Hollies (2010)
- Clarke, Hicks & Nash Years: The Complete Hollies April 1963 – October 1968 (2011)
- The Hollies - Essential (2012)

### Solista
- My Real Name Is 'Arold (1972)
- Headroom (1973)
- Allan Clarke (1974)
- I've Got Time (1976)
- I Wasn't Born Yesterday (1978)
- The Only One (a.k.a. Legendary Heroes) (1979)
- Reasons to Believe (1990)
- Resurgence (2019)

### Comparecencias
- 1977: I Robot - The Alan Parsons Project - voz principal en "Breakdown"
- 1999: Portraits of Bob Dylan - Steve Howe - voz principal en  "Don't Think Twice, It's All Right"